# Коктейли фрозен

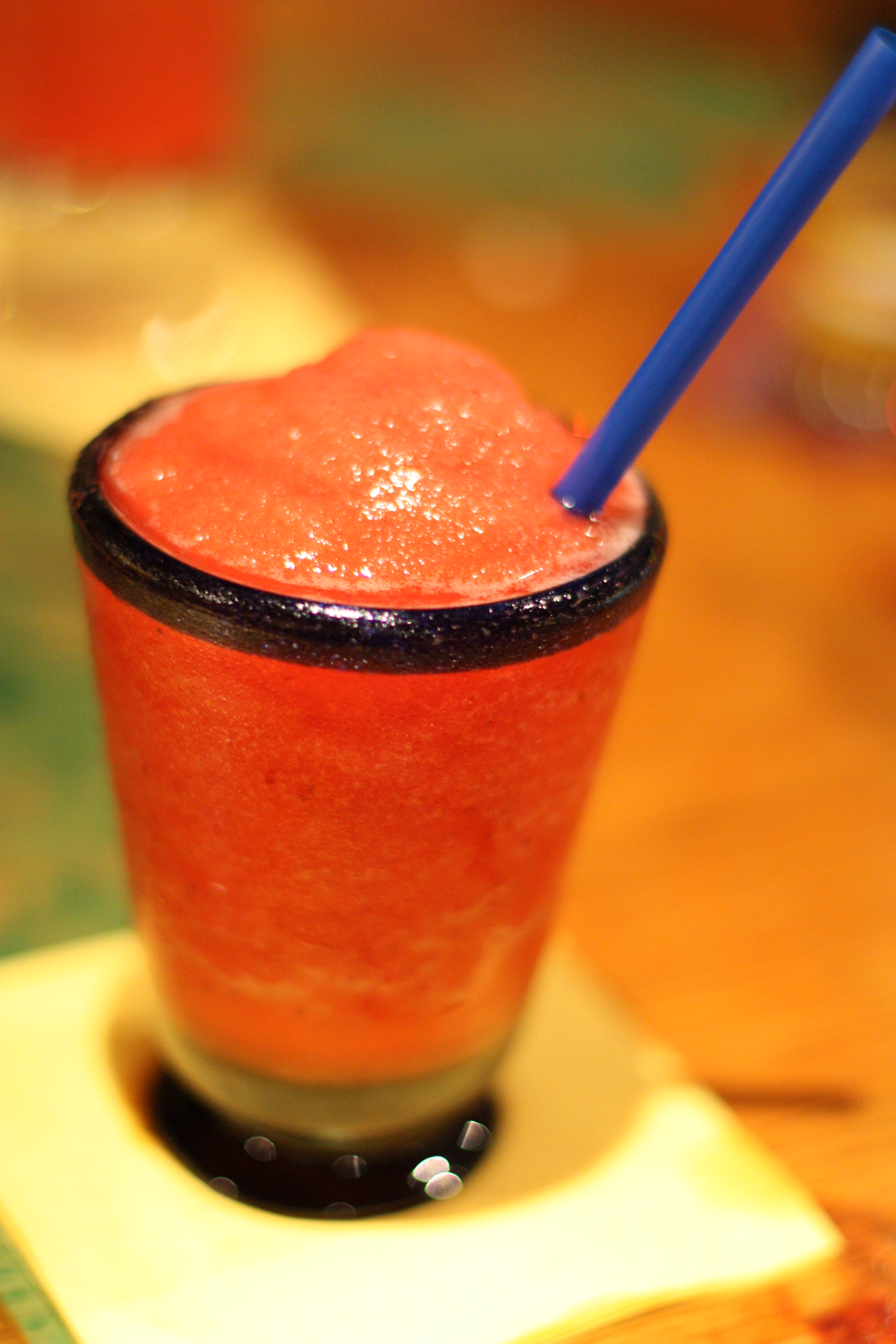
Фрозен Маргарита

Коктейли фрозен или замороженные коктейли — одна из форм подачи коктейлей сауэр. История их появления начинается в начале 1950-х годов в США с ростом популярности кухонных электрических блендеров. Коммерциализация коктейлей началась при появлении первого автомата для производства коктейля фрозен «Маргарита».
Готовятся замороженные коктейли с перемешанным в блендере льдом, соотношение напитка и льда должно быть таким, чтобы коктейль напоминал чуть подтаявший снег. Подаются с короткой трубочкой-соломинкой для напитков. 

## История
Автор книги «Craft Cocktails at Home» Кевин Лиу (Kevin K Liu) считает, что история коктейлей фрозен начинается после Второй мировой войны, в 1950-х годах в США. Хотя бытовые холодильники появились еще до войны, кухонные блендеры стали популярны лишь в 50-х, во время очередного пика консьюмеризма, когда многие американки, нашедшие работу во время войны, стремились её сохранить и одновременно облегчить свой быт с помощью кухонных приспособлений. По предположению Лиу, в книге М. Стенгера «Рецепты для электрического блендера» в 1952 году был впервые опубликован рецепт такого коктейля — клубничного дайкири.

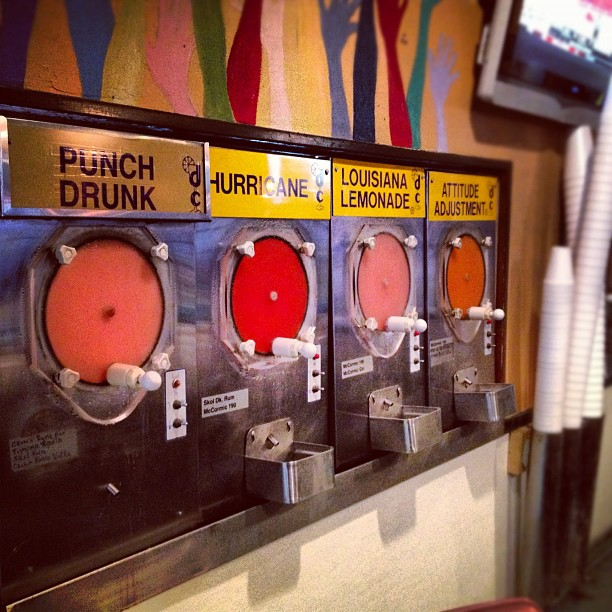
Луизиана фрозен дайкири бар в Ист-Батон-Руж

Фактором популярности стало распространение в США аналогичного безалкогольного десерта строганый лёд, как во время Второй мировой, так и после Корейской войны. Строганый лед был популярным десертом на Гавайях, где располагалась крупная американская военная база Пёрл-Харбор. Толчком к коммерциализации коктейлей послужило представление 11 мая 1971 года далласким ресторатором Мариано Мартинесом (Mariano Martinez (англ.)) первого автомата для производства коктейля фрозен «Маргарита». Это была переделанная машина для производства мягкого мороженого, которая заменила блендеры для производства коктейлей фрозен в барах, теперь представлена в Национальном музее американской истории.

## Технология приготовления
Коктейли фрозен готовят и подают с перемешанным в блендере льдом. Соотношение напитка и льда обычно таково, что напиток более похож на немного подтаявший снег. Подают коктейли в металлических коктейльных рюмках, но можно использовать и обычные стеклянные. Рюмки, перед тем как в них налить приготовленный коктейль, должны быть сильно охлаждены. Для этого их помещают на 15—30 мин в морозильную камеру холодильника. В рюмки кладут мелко измельченный лед, придавая ему форму горки, затем пропитывают его коктейлем. Коктейли фрозен подают с короткой соломинкой.
Таким образом можно приготовить, например, Фрозен «Дайкири», Фрозен «Виски сауэр» и т. д.
- Фрозен Дайкири (коктейль)[7]
- Фрозен Май Тай[7][8]
- Фрозен Маргарита (коктейль)[9]
- Фрозен Отвёртка (коктейль)[7]
- Фрости[10]
- Текила Cлэш (коктейль)[англ.][9]